# ضد روشنفکری
ضد روشنفکری دشمنی و بی‌اعتمادی به اندیشه، روشنفکران و روشنفکری است که به‌طور معمول با بی‌ارزش شمردن آموزش و فلسفه و نیز هنر، ادبیات و علوم با عنوان کردن آنها به عنوان تلاشهای انسانی غیرعملی و گاه محقرانه، بیان می‌شود. ضد روشنفکران خود را به عنوان قهرمان توده مردم معرفی می‌کنند یا چنین در نظر گرفته می‌شوند. پوپولیست‌ها در برابر نخبگان سیاسی و نخبه گرایی علمی قرار می‌گیرند و به افراد تحصیل کرده به عنوان یک طبقه اجتماعی بی‌خبر از نگرانی‌های مردم می‌نگرند و احساس می‌کنند که روشنفکران بر گفتمان سیاسی و آموزش عالی سلطه دارند.
دولتهای دیکتاتوری از مکتب ضد عقل‌گرایی در سرکوب مخالفین استفاده می‌کنند. در طول جنگ داخلی اسپانیا (۱۹۳۶–۱۹۳۹) جنرال فرانچسکو دیکتاتور، در سرکوب جنبش وایت ترور(۱۹۳۶–۱۹۴۵)، به صورت قابل ملاحظه ای از این طرز فکر استفاده کرد که منجر به کشتار بیش از ۲۰۰۰۰۰ نفر از روشنفکران، آموزگاران فعال سیاسی و علمی، هنرمندان و نویسندگان جمهوری دوم اسپانیا(۱۹۳۱–۱۹۳۹) شد. دردولت کمونیستی دموکرات کامبوج (۱۹۷۵–۱۹۷۹)، رژیم کمر روژ پول پات تمام روشنفکران غیر کمونیست را محکوم به مرگ در «کیلینگ فیلدز» (مناطق کشتار جمعی) کرد.

## ایدئولوژِی (طرز تفکر) ضد عقلانیت
سازماندهی مجدد فرهنگی جامعه کامبوج توسط پول پات دیکتاتور، دولتی را ایجاد کرد که سعی داشت جامعه ای ضد عقلانی را بنا کند که به کامبوج دمکراتیک (۱۹۷۵–۱۹۷۹) معروف شد که کشوری غیر صنعتی و فاقد کشاورزی بود.
در قرن بیستم، جوامع با روشی معین روشنفکران را از قدرت برکنار کردند تا بنا به مصلحت به مخالفت سیاسی جمعی پایان دهند. در طول جنگ سرد (۱۹۴۵–۱۹۹۱)، جمهوری سوسیالیست چک اسلواکی، وکلاو هاول فیلسوف را به دلیل عدم اعتماد و بی کفایتی برکنار کردند. شخصی که بعد ازانقلاب مخملی وبعد کمونیست (۱۷ نوامبر تا ۲۹ دسامبر ۱۹۸۹) برای ده سال به عنوان ریس جمهور انتخاب شد. دیکتاتوری شدید عقیدتی به معنای تشکیل دوباره جامعه ای از قبیل حکومت کمر روژ(۱۹۷۵–۱۹۷۹) است که به عنوان اقدامی بازدارنده، مخالفان سیاسی بالقوه را در ابتدا کشت. به خصوص روشنفکران و تحصیلکرده‌های طبقه متوسط. به منظور درک دوره «سال صفر» در تاریخ کامبوج، ساخت مهندسی کمر روژ، به دوباره سازی اقتصاد با روش‌های غیر صنعت‌گرایی پرداخت و مظنونین به شرکت در فعالیت‌های بازار آزاد از قبیل حرفه‌های شهری همچون پزشکی، حقوقی و مهندسی و غیره و همچنین اشخاصی که در ارتباط سیاسی با دولت‌های خارجی بودند را به قتل رساند. بر مبنای اصول پول پیت کشاورزان طبقه واقعی رنجبر و نماینده واقعی طبقه کارگر در کامبوج شناخته شده و سزاوار قدرت در جایگاه دولتی بودند تا مخالفت با ضد عقلانیت از میان برداشته شود.
در سال ۱۹۶۶، دیکتاتوری نظامی و ضد کمونیستی آرژانتین تحت فرماندهی جنرال جوان کارلوس انگانیا(۱۹۶۶–۱۹۷۰) به مداخله در دانشگاه بوینس ایریس پرداخت تا در شبهای شناخته شده به «شبهای طولانی با باتون» و با برخورد فیزیکی، اعضای هیئت علمی خطرناک از نظر سیاسی را اخراج کند. چنین اخراج و تبعیدهای روشنفکران علمی در جامعه و اقتصاد آرژانتین منجر به از دست دادن مغزها در این کشور شد. سزار میل اشتین، متخصص زیست شیمی، در حمایت از سرکوب نظامی آزادی بیان گفته بود که هر چه سریعتر روشنفکران از عرصه خارج شوند، کشور سریعتر به سرو سامان خواهد رسید.

## ضد عقلانیت در دانشگاه

### ایالات متحده
جان سرل، فیلسوف درجنگهای دانشگاهی (۱۹۷۱)، دو ویژگی برجسته جنبشهای بنا به گفته
رادیکال ضد، عقل‌گرایی و خصومت ان با دانشگاه به عنوان یک مؤسسه است… روشنفکران به تعبیر، انسانهایی هستند که عقاید را به خاطر خودشان جدی می‌گیرند.